# Duncan Ochieng
Duncan Ochieng (31 de agosto de 1978) é um ex-futebolista profissional queniano que atuava como goleiro.

## Carreira
Duncan Ochieng representou o elenco da Seleção Queniana de Futebol no Campeonato Africano das Nações de 2004.